# Ipueiras
Ipueiras là một đô thị thuộc bang Ceará, Brasil. Đô thị này có diện tích 1474,108 km², dân số năm 2007 là 37578 người, mật độ 25,49 người/km².